# Cramerton
Cramerton est une ville américaine située dans le comté de Gaston dans l'État de Caroline du Nord. En 2010, sa population était de 4 165 habitants.

## Démographie
| 1950  | 1960  | 1970  | 1980  | 1990  | 2000  |
| ----- | ----- | ----- | ----- | ----- | ----- |
| 3 211 | 3 123 | 2 142 | 1 869 | 2 371 | 2 976 |

| 2010  | - | - | - | - | - |
| ----- | - | - | - | - | - |
| 4 165 | - | - | - | - | - |

## Source de la traduction
- (en) Cet article est partiellement ou en totalité issu de l’article de Wikipédia en anglais intitulé « Cramerton, North Carolina » (voir la liste des auteurs).